# 3269 Vibert-Douglas
A 3269 Vibert-Douglas (ideiglenes jelöléssel 1981 EX16) a Naprendszer kisbolygóövében található aszteroida. Schelte J. Bus fedezte fel 1981. március 6-án.